# Spawn (film)
Spawn è un film del 1997 diretto da Mark A.Z. Dippé.
È la trasposizione cinematografica dell'omonimo fumetto creato da Todd McFarlane per la Image Comics. Dippé ha anche partecipato alla stesura della sceneggiatura, mentre McFarlane ha svolto il ruolo di produttore esecutivo e come interprete in cameo di un uomo senza casa.
Tra gli interpreti figurano Michael Jai White nel ruolo del protagonista, Nicol Williamson nella parte di Cagliostro, John Leguizamo nella parte del Violator/Clown, Martin Sheen nella parte di Jason Wynn e Melinda Clarke in quella di Jessica Priest.

## Trama
Al Simmons è un killer professionista al soldo del governo statunitense che viene ucciso a tradimento durante una missione in Corea del Nord, finalizzata a distruggere l'impianto industriale dove era in realizzazione un virus da utilizzare come arma biologica, dal suo spietato e corrotto superiore Jason Wynn e dal suo braccio destro Jessica Priest; Wynn fa poi saltare in aria l'impianto al fine di liberare il virus e utilizzare gli abitanti del vicino villaggio come cavie per testare l'arma.
Simmons finisce quindi all'Inferno, dove il malefico demone Malebolgia gli propone un patto: rimandarlo sulla Terra, permettendogli di rivedere la sua amata moglie Wanda Blake, purché accetti di guidare poi le truppe infernali fino alle porte del Paradiso. Simmons accetta e viene rimandato nel mondo dei vivi, con il corpo tuttavia deformato dalle ustioni; una volta sulla Terra, con pesanti vuoti di memoria e sconvolto da ciò che gli è accaduto, Al ritorna a casa per rivedere Wanda e rimane sconvolto nel vederla in atteggiamenti intimi con il suo ex migliore amico Terry Fitzgerald: il redivivo killer si rende conto che i due hanno avuto una figlia, Cyan, dal momento che sono passati circa cinque anni dalla sua morte.
In preda ad atroci dolori Al viene recuperato dal Clown, la forma umanoide del malvagio demone Violator incaricato da Malebolgia di istruirlo ed assicurarsi che rispetti il suo patto; il Clown gli spiega che i suoi dolori sono dovuti al fatto che il necroplasma di cui il suo corpo è ora composto si sta sviluppando e lo sta rendendo Spawn, un figlio dell'Inferno stesso. Al fa anche la conoscenza di Cagliostro, un misterioso assassino vissuto secoli prima con una sorte simile alla sua, ma che ora combatte dalla parte del Paradiso: l'uomo lo seguirà nella speranza che anche lui rinunci ai suoi propositi di vendetta e a guidare le truppe infernali insegnandogli anche a controllare il necroplasma.
Wynn, nel frattempo, ha sfruttato la CIA e la propria posizione per perfezionare il virus, ora chiamato "Heat 16", e creare l'arma batteriologica perfetta: svariate bombe sono già state posizionate in punti strategici del mondo per poterlo contaminare in pochissimo tempo allo scopo di ricattare i governi mondiali e costringerli ad entrare nel suo "Consorzio". Durante un primo scontro Spawn uccide Priest, ma l'intervento di numerose guardie permettono a Wynn di scappare mettendo lo stesso Simmons in fuga. Poco dopo il Clown propone a Wynn una sorta di assicurazione sulla vita: un dispositivo collegato al cuore che, in caso di sua prematura scomparsa, farebbe detonare tutte le bombe sparse per il globo. Spawn combatte quindi contro il Violator nella sua vera forma demoniaca perdendo malamente, ma viene tratto in salvo in extremis da Cagliostro mentre il demone giunge a casa di Wanda con Jason.
All'abitazione Terry, che negli ultimi anni si è occupato di gestire le pubbliche relazioni di Wynn ed è riuscito ad impossessarsi di tutti i dati riservati in merito al Heat 16, è deciso a smascherare il suo piano inviando tutto il materiale ad una giornalista; mentre Cyan entra nella camera del padre, Jason la prende in ostaggio minacciando la famiglia sino all'arrivo del Clown: Spawn li raggiunge ma Wynn uccide, pugnalandola, Wanda. Al, furioso, comincia quindi a picchiare violentemente Wynn ma il pensiero che il virus avrebbe ucciso anche la piccola Cyan riesce a calmarlo e rinuncia quindi ai suoi propositi di vendetta. A questo punto interviene il Clown, che aveva assunto le sembianze di Wanda per ingannare Spawn, e svela il suo malefico piano: Al avrebbe dovuto uccidere Wynn e spargere il virus così che la sua anima sarebbe stata definitivamente corrotta, la vita sul pianeta distrutta e Spawn sarebbe stato pronto per guidare le armate infernali.
Simmons viene nuovamente salvato da Cagliostro, insieme al quale affronta il Violator nella sua forma mostruosa riuscendo questa volta ad ucciderlo decapitandolo; l'ex assassino afferma di essere sollevato dalla scelta di Spawn e che se avesse invece scelto di combattere per l'Inferno lo avrebbe ucciso. All'arrivo della polizia Spawn è già scomparso, non prima di aver rivelato la sua identità all'ex moglie e all'amico, mentre Jason Wynn viene arrestato, dopo che Al ha rimosso il dispositivo dal cuore.

## Colonna sonora
Il film ha una colonna sonora molto particolare. Ogni pezzo è stato realizzato appositamente per il film da una coppia di gruppi diversi, nella maggior parte dei casi uno di musica metal e uno di musica elettronica. Tra gli altri hanno partecipato Metallica, Incubus, Marilyn Manson, The Prodigy.
- (Can't You) Trip Like I Do - Filter & The Crystal Method – 4:28
- Long Hard Road Out of Hell - Marilyn Manson & Sneaker Pimps – 4:21
- Satan - Orbital & Kirk Hammett – 3:45
- Kick the P.A. - KoЯn & The Dust Brothers – 3:21
- Tiny Rubberband - Butthole Surfers & Moby – 4:12
- For Whom the Bell Tolls (The Irony of it All) - Metallica & DJ Spooky – 4:39
- Torn Apart - Stabbing Westward & Wink – 4:53
- Skin Up Pin Up - Mansun & 808 State – 5:27
- One Man Army - The Prodigy & Tom Morello – 4:14
- Spawn - Silverchair & Vitro – 4:28
- T-4 Strain - Henry Rollins & Goldie – 5:19
- Familiar - Incubus & DJ Greyboy – 3:22
- No Remorse (I Wanna Die) - Slayer & Atari Teenage Riot – 4:16
- A Plane Scraped Its Belly On A Sooty Yellow Moon - Soul Coughing & Roni Size – 5:26

Bonus tracks
- This Is Not a Dream (UK Mix) - Apollo 440 & Morphine

## Opere derivate
Dal film sono stati tratti un adattamento a fumetti (con alcune piccole differenze tra cui il particolare, omesso nel film, dell'energia limitata di Spawn) e un romanzo, scritto da Rob MacGregor.

## Sequel
Dal 1998 è iniziata la lavorazione sul sequel del film. Nel 2001 il protagonista del primo film, Michael Jai White, parlò per la prima volta del progetto, dichiarando di essere stato contattato dal produttore Don Murphy per tornare nella parte. Riguardo alla sceneggiatura, il creatore del fumetto Todd McFarlane espresse il suo interesse nel partecipare nuovamente al film, magari inserendo come antagonisti Sam e Twitch; successivamente annunciò che Spawn 2 non sarebbe stato un sequel ma un reboot, questo per rilanciare il personaggio con la possibilità di creare un franchise. Il film era programmato per essere distribuito durante il 2008, successivamente nel 2010 e, infine, nel 2011, il suo autore dichiarò di esservi ancora al lavoro.
Nel settembre 2016 Todd McFarlane ha dichiarato che la sceneggiatura dell'adattamento era soltanto da ultimare: «Ho finito lo script, ma lo sto editando. Sono 183 pagine, e di solito i produttori ne vogliono 120. Penso che alla fine arriverò a 140». Inoltre ha confermato l'idea del reboot, aggiungendo che il personaggio della pellicola sarà «dark, vietato ai minori, pauroso e cazzuto. Il mondo sarà molto reale, eccetto per una cosa [...]. Sullo sfondo, vedrete questo Uomo Nero muoversi. Questo Uomo Nero che noi conosciamo come Spawn. Avrà lo stesso aspetto del primo film? No. Avrà un supervillain contro cui combattere? No. Lui sarà lo spettro, il fantasma».
Nell'ottobre 2023 il fondatore e CEO di Blumhouse Productions e produttore del reboot di Spawn, Jason Blum, ha affermato che il film arriverà nei cinema nel 2025.